# Wilhelm Ehlers (Schriftsteller)

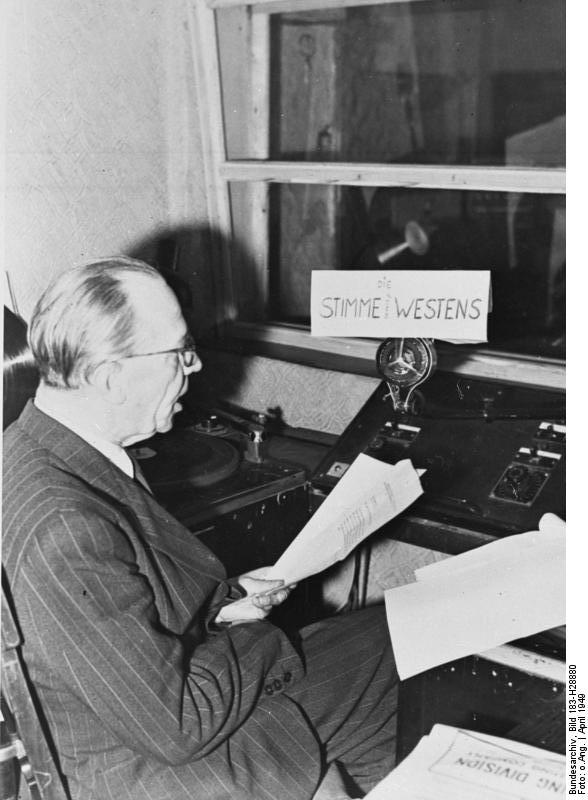
Wilhelm Ehlers bei seiner Tätigkeit als Sendeleiter, 30. April 1949

Wilhelm Otto Ehlers (* 20. Mai 1891 in Karthaus, Westpreußen; † 7. September 1952 in Berlin) war ein deutscher Journalist, Schriftsteller und Sendeleiter sowie Pressechef bei RIAS-Berlin.

## Leben
Bis 1932 als Journalist in Berlin und Hamburg tätig, arbeitete Ehlers in der Zeit des Nationalsozialismus als freier Schriftsteller und verfasste Drehbücher, darunter jene für Heinz Pauls Der Hahn im Korb (1937) und Paul Verhoevens Der Tag nach der Scheidung (1938). In der Nachkriegszeit war er Theaterkritiker und Redakteur in Berlin. Als Autor, Journalist und erste Stimme des neu gegründeten RIAS führte Wilhelm Ehlers im Radio u. a. Interviews, schrieb Beiträge für Feuilletons. Nachdem Ruth Norden (1906–1977) den Sender im Dezember 1947 verlassen hatte, war er bis Februar 1948, als William Heimlich ihre Nachfolge antrat, kommissarischer Intendant des Senders. Ehlers war ein wichtiger Mentor und Förderer Gerhard Löwenthals.

## Filmografie
Drehbuch
- Das Buch wie es wurde. Kurz-Dokumentarfilm, Deutschland 1935, Regie: Karl G’schrey
- Hahn im Korb. Spielfilm, Deutschland 1937, Regie: Heinz Paul
- Der Tag nach der Scheidung. Spielfilm, Deutschland 1938, Regie: Paul Verhoeven
- Kroatisches Bauernleben. Kurz-Dokumentarfilm, Deutschland/Jugoslawien 1942, Regie: Oktavijan Miletić

Vorlage, Idee
- Wie sagen wir es unseren Kindern? Spielfilm, Deutschland 1944/45, Regie: Hans Deppe

## Hörspiele
Bearbeitung (Wort)
- 1926: O. F. Berg: Volksfunkspiele der Norag: Die Probiermamsell. Alt-Berliner Lebensbild mit Gesang in 3 Akten. NORAG, Erstsendung: 12. Februar 1926; Regie: Hermann Beyer[4]

Autor
- Die Fahrt nach Helgoland. Ein Hörspiel in fünf akustischen Bildern. NORAG, Erstsendung: 24. Mai 1926; Regie: Hermann Beyer[5]
  - Die Fahrt nach Helgoland. Volkstümliches Hörspiel in 5 Bildern. WEFAG, Erstsendung: 4. September 1926; Regie: Hermann Probst[6]
- Eine Nacht reich… Ein Hörspiel am Strande. ORAG, Erstsendung: 1. September 1929 (gemeinsam mit Egon Jacobsohn)[7]
- Tante Voss. Geschichte der Vossischen Zeitung. NWDR, Erstsendung: 9. Juni 1952; Regie: Curt Goetz-Pflug (gemeinsam mit Wolfgang Goetz)[8]

## Schriften
- Kleiner Wegweiser für einen Nahverwandten. Feuilletons aus den Jahren 1943 bis 1945. Mit Illustrationen von Lisa Armgardt. Wedding-Verlag, Berlin 1946.